# 1952 en musique
| \| • Retour à la chronologie générale de la musique populaire • \| |
| XXIe siècle • XXe siècle • XIXe siècle • XVIIIe siècle XVIIe siècle • XVIe siècle • XVe siècle • XIVe siècle XIIIe siècle • XIIe siècle • XIe siècle • Xe siècle IXe siècle • VIIIe siècle • Haut Moyen Âge • Rome • Grèce |
| • Retour à la chronologie générale de la musique populaire • |

| • Retour à la chronologie générale de la musique populaire • |

| Années de la musique populaire : 1949 - 1950 - 1951 - 1952 - 1953 - 1954 - 1955    |
| Décennies de la musique populaire : 1920 - 1930 - 1940 - 1950 - 1960 - 1970 - 1980 |

Cet article présente les faits marquants de l'année 1952 en musique.

## Évènements
- mars : parution du premier numéro du New Musical Express, qui publiera le classement des meilleures ventes de singles britanniques à partir du 14 novembre.
- 3 avril : le chanteur Harry Belafonte enregistre ses premières chansons chez RCA Victor avec un orchestre de 18 musiciens.
- 27 mars : première production officielle du label Sun Records : Drivin' Slow par Johnny London.
- 2 septembre : révélation du trompettiste de jazz Chet Baker pour son solo sur le thème My Funny Valentine.
- octobre : sortie du premier disque de Ray Charles sur Atlantic Records.
- Georges Brassens fait ses débuts dans le cabaret de Patachou.
- Les frères François et Bernard Baschet mettent au point le premier Cristal Baschet.

## Disques sortis en 1952
- Albums sortis en 1952
- Singles sortis en 1952

## Quelques chansons de l'année en France
- À Joinville-le-Pont – Bourvil
- Le Gorille – Georges Brassens
- Le Petit Cheval – Georges Brassens
- Mexico – Luis Mariano

## Principaux albums de l'année
- juin : Mood Music, de Charles Brown (25 cm longue durée)
- juin : Rockin' The Boogie, avec Amos Milburn (25 cm longue durée)

## Principaux singles de l'année
- janvier : It Rocks, It Rolls, It Swings, des Treniers
- janvier : Wee Wee Hours, de Stick McGhee & his Buddies
- janvier : So Much Trouble, de Brownie McGhee
- février : Hard Times, de Charles Brown
- mars : Sweet Sixteen, de Big Joe Turner
- mars : Wheel Of Fortune, de Kay Starr
- mars : Everybeat Of Me Heart / All Night Long (avec Wynonie Harris), des Royals
- avril : Rock the Joint, de Bill Haley & The Saddle-Men
- avril : Lawdy Miss Clawdy, de Lloyd Price
- mai : My Song, de Johnny Ace
- juin : Jordan For President, de Louis Jordan
- juin : Rocking Chair On The Moon, de Bill Haley & The Saddle-Men
- juillet : Auf Wiederseh'n Sweetheart, de Vera Lynn
- juillet : Jambalaya (On the Bayou), d'Hank Williams
- août : I'm Hog-tied Over You, de Tennessee Ernie Ford et Ella Mae Morse
- août : Rock the Joint, de Jimmy Preston & His Prestonians
- septembre : Corrine, Corrina, de Merrill Moore
- septembre : You Win Again, d'Hank Williams
- octobre : Roll With My Baby, de Ray Charles sur Atlantic
- octobre : Rock Me All Night Long, des Ravens
- octobre : Drinking Blues de Wynonie Harris
- novembre : Blues Is My Condition, de Jackie Boy et Little Walter sur Sun records
- novembre : Rock, Rock, Rock, d'Amos Milburn
- novembre : I Could Never Be Ashamed of You, d'Hank Williams
- Petite Fleur, de Sidney Bechet
- The Ballad of High Noon, de Tex Ritter, musique du film Le train sifflera trois fois

## Naissances
- 20 janvier : Paul Stanley, chanteur et guitariste du groupe de hard-rock américain Kiss.
- 28 janvier : Michael Jones, chanteur gallois du trio Fredericks Goldman Jones.
- 28 janvier : Jean-Louis Murat, chanteur français († 25 mai 2023).
- 29 janvier : Tommy Ramone, batteur et producteur américain († 11 juillet 2014).
- 4 février : Gabriel Yacoub, Chanteur et auteur-compositeur-interprète français († 22 janvier 2025).
- 5 février : Daniel Balavoine, auteur, compositeur et interprète français († 14 janvier 1986).
- 12 février : Michael McDonald, chanteur dans les groupes de rock américains Steely Dan et The Doobie Brothers.
- 15 février : Bill T. Jones, danseur et chorégraphe américain.
- 16 février : James Ingram, chanteur soul américain.
- 21 février : Jean-Jacques Burnel, bassiste franco-britannique du groupe The Stranglers.
- 23 février : Brad Whitford, guitariste du groupe de hard rock américain Aerosmith.
- 21 mars : Patrick Coutin, chanteur, compositeur et producteur français.
- 9 mai : Dick Annegarn, auteur, compositeur et interprète néerlandais.
- 10 mai : Sly Dunbar, batteur de reggae jamaïcain.
- 11 mai : Renaud, auteur-compositeur-interprète français.
- 14 mai : David Byrne, chanteur britannique du groupe new-wave américain Talking Heads.
- 23 mai : Anne-Marie David, gagnante du Concours Eurovision 1973.
- 24 mai : Cerrone, batteur et compositeur français de disco.
- 5 juin : Nicko McBrain, batteur du groupe de hard-rock britannique Iron Maiden.
- 5 juin : Carole Fredericks, chanteuse américaine du trio Fredericks Goldman Jones († 7 juin 2001).
- 21 juin : Nils Lofgren, guitariste et chanteur américain de rock.
- 25 juin : Tim Finn, chanteur du groupe australien Crowded House.
- 1er juillet : Dan Aykroyd, acteur américain, joue le rôle du chanteur Elwood Blues  dans le film The Blues Brothers.
- 3 juillet : 
  - Laura Branigan, chanteuse américaine († 26 août 2004).
  - Andy Fraser, bassiste du groupe de rock britannique Free († 16 mars 2015).
- 12 juillet : Liz Mitchell, chanteuse du groupe disco Boney M.
- 15 juillet : Johnny Thunders, guitariste punk américain des groupes The New York Dolls et The Heartbreakers.
- 16 juillet : Stewart Copeland, batteur du groupe de rock britannique The Police.
- 20 août : John Hiatt, musicien américain.
- 21 août : Joe Strummer, chanteur et leader du groupe du punk-rock britannique The Clash.
- 8 septembre : Dave Stewart, musicien multi-instrumentiste du groupe pop britannique Eurythmics.
- 18 septembre : Dee Dee Ramone, bassiste et compositeur du groupe de punk-rock américain The Ramones(† 5 juin 2002).
- 19 septembre : Nile Rodgers, guitariste de groupe de funk américain Chic.
- 1er décembre : Liz Mc Comb, chanteuse américaine de blues et de gospel.
- 23 décembre : Jean-Luc Lahaye, chanteur, auteur-compositeur et animateur de télévision français.
- 25 décembre : Desireless, chanteuse de variétés française.
- 27 décembre : David Knopfler, cofondateur et guitariste du groupe de rock britannique Dire Straits.

date incertaine ou inconnue :
- 29 janvier (1949 ou 1952) : Tommy Ramone, batteur du groupe de punk-rock américain The Ramones
- Amy Koita, chanteuse malienne
- Fabienne Thibeault, chanteuse canadienne

## Décès
- 13 février : Alfred Einstein, musicologiste connu notamment pour sa biographie de Mozart et son travail de mise à jour du catalogue Köchel.
- 23 avril : Elisabeth Schumann, soprane allemande.
- 15 novembre : Vincent Scotto, compositeur français de chansons, d'opérettes et de musiques de films.
- 4 décembre : Rabon Delmore, chanteur de country américain membre du duo The Delmore Brothers.
- 31 décembre : Gaston Mardochée Brunswick, dit Montéhus, chansonnier français.